# Comitatul Wayne, New York
Comitatul Wayne, conform originalului din limba engleză, Wayne County, este unul din cele 62 de comitate ale statului american New York.  Sediul comitatului este orașul Lyons. GR6  Denominarea Warren County are codul FIPS de 36 - 117 Arhivat în 21 iulie 2011, la Wayback Machine..
Comitatul a fost fondat în 1823 și denumit în onoarea generalui Anthony Wayne, un erou al American Revolutionary War.  Populația totală a comitatului, conform recensământului Statelor Unite Census 2000, efectuat de United States Census Bureau, era de 63.303 de locuitori.

## Geografie

### Comitate adiacente
La nordul comitatului se găsește Lacul Ontario, unul din cele cinci Mari Lacuri, iar la celelalte trei puncte cardinale se găsesc patru comitate ale aceluiași stat,  New York.
- Comitatul Cayuga - la est
- Comitatul Seneca - la sud-est
- Comitatul Ontario - la sud
- Comitatul Monroe - la vest

## Demografie
|  | Graficele sunt indisponibile din cauza unor probleme tehnice. Mai multe informații se găsesc la Phabricator și la wiki-ul MediaWiki. |

Date: Wikidata - grafică realizată de Wikipedia

## Galerie de imagini

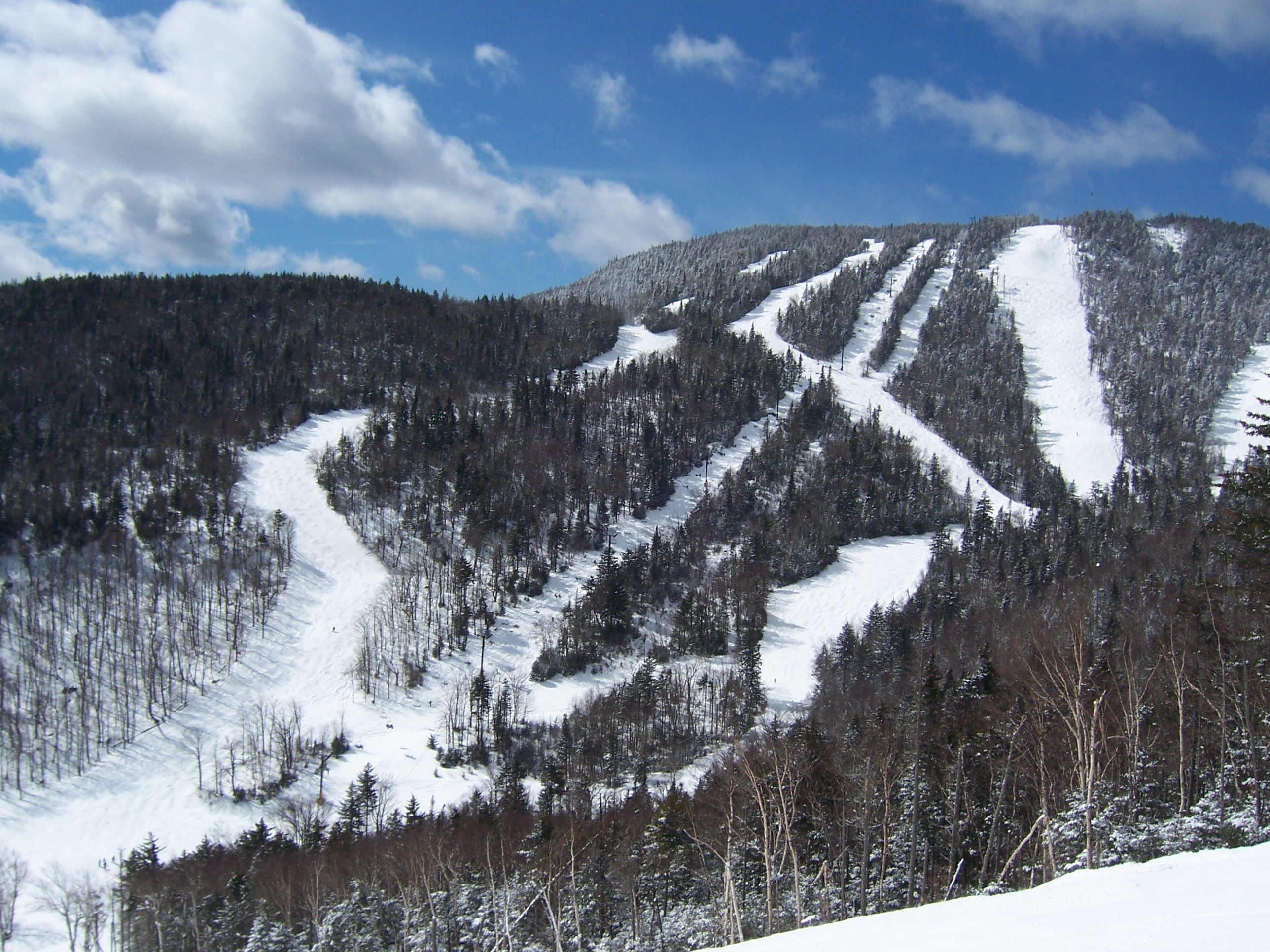
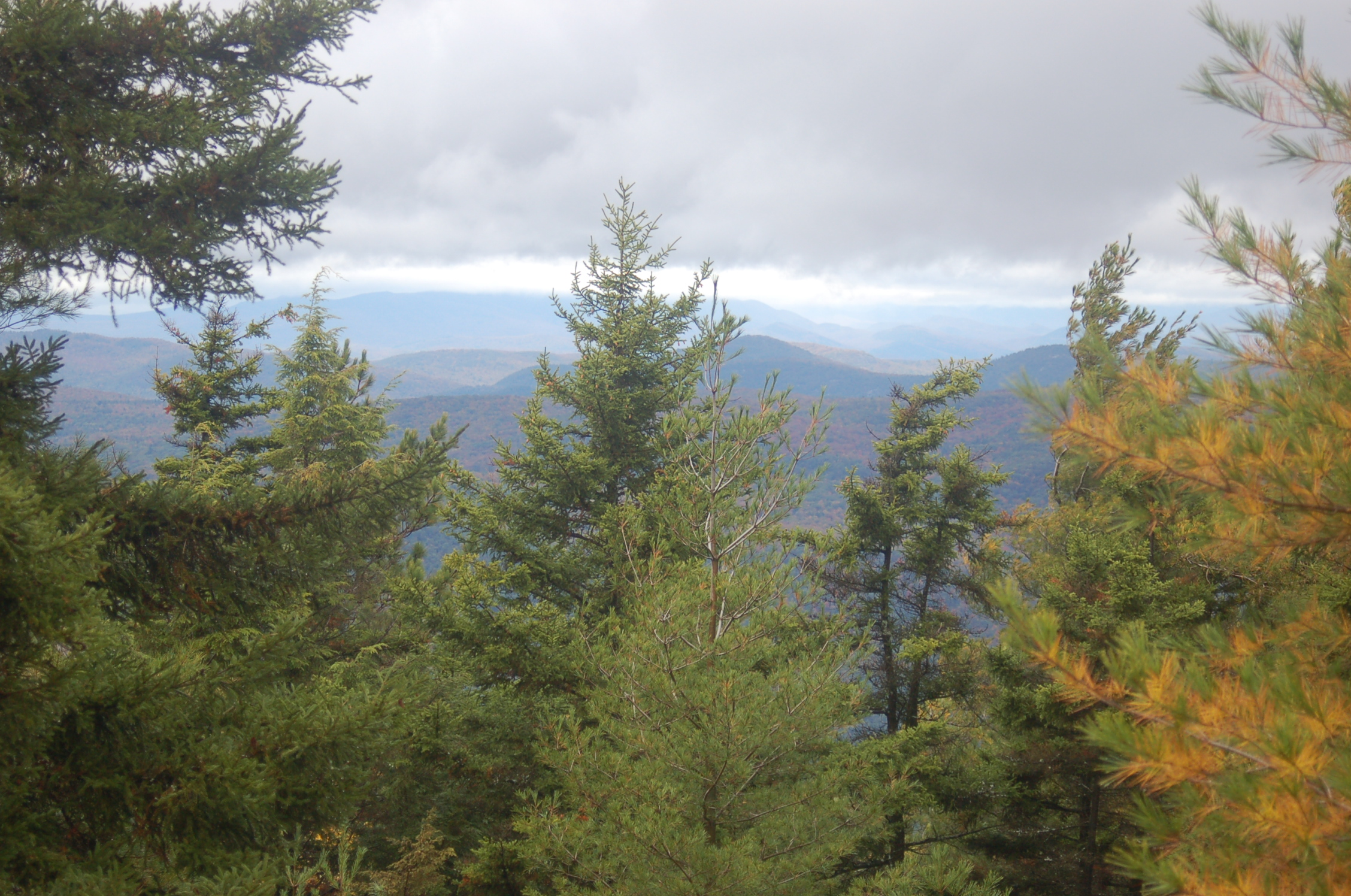
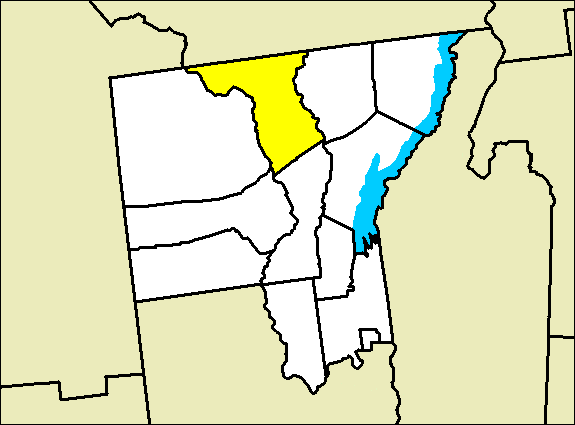
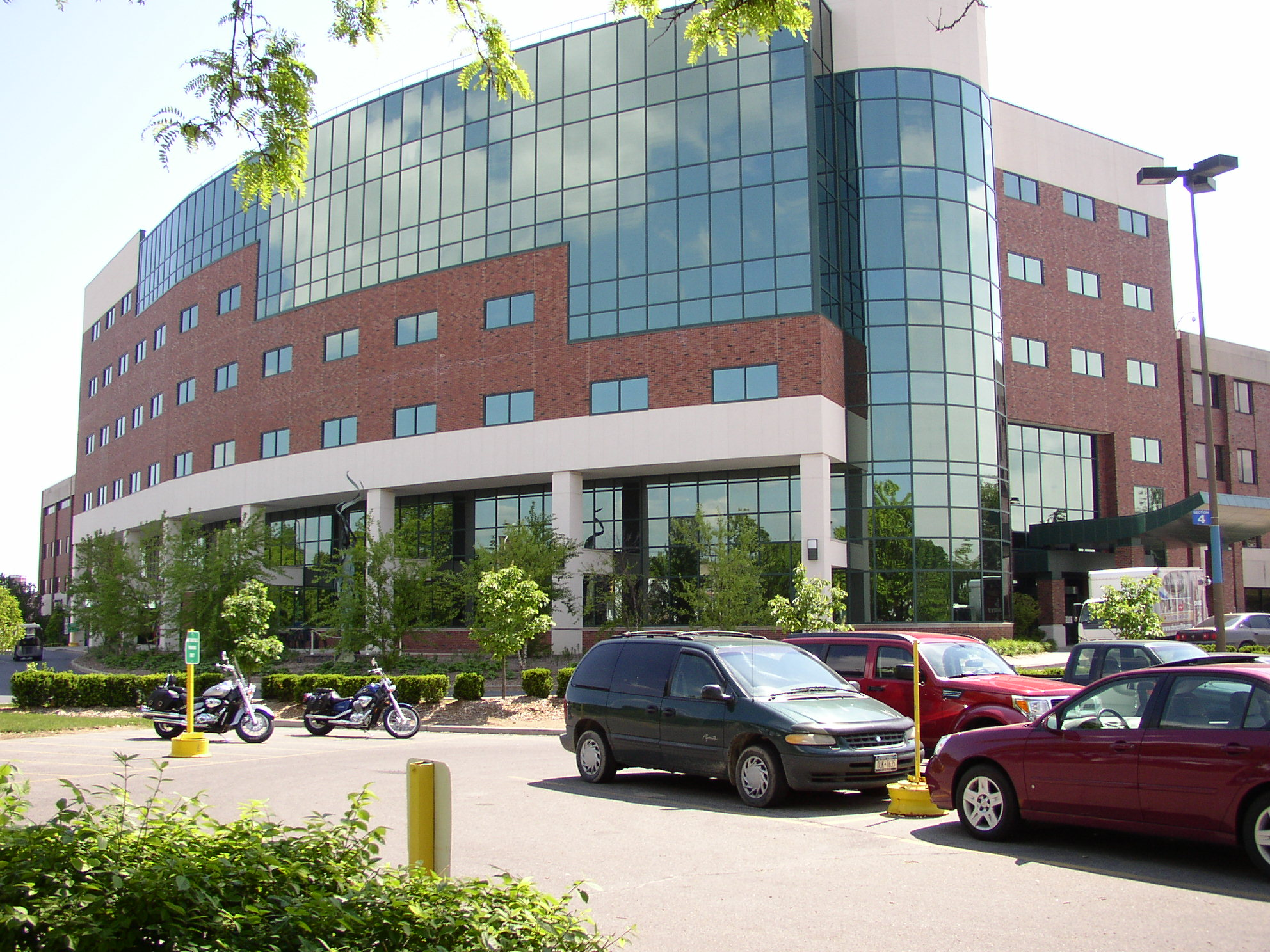